# 広南従四位白象
広南従四位白象（こうなんじゅしいはくぞう）または従四位広南白象（じゅしいこうなんはくぞう、享保6年（1721年）ごろ - 寛保2年12月13日（西暦1743年1月8日））は、江戸時代中期の日本で飼育されたベトナム産のオスのアジアゾウ。購入者は江戸幕府の第8代将軍徳川吉宗で、のちに民間に払い下げられた。「広南従四位白象」は、京都で中御門天皇に拝謁するために与えられた位階と称号であるといわれる（ただし、これを疑問視する声もある。詳細後述）。「白象」とあるが、アルビノ種ではなく、体色が格別に白いわけでもない、一般的なゾウである。享保から寛保にかけて、江戸市中を中心に「象ブーム」を引き起こした。

## 生涯

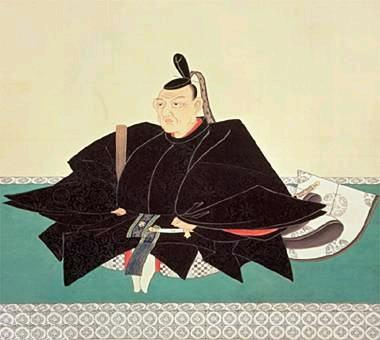
徳川吉宗

享保年間、徳川吉宗は産業開発に役立つ実学を奨励し、科学技術に関する知識の摂取のため、キリスト教文献以外の漢訳の洋書の輸入制限を緩和した。当時の日本は鎖国下にあったが、長崎への来航を限定的に認めていたオランダ人や中国人（当時は清国）を通じて海外の動植物や文物を積極的に取り寄せた。ベトナム象の渡来は、この時期の海外文化に対する旺盛な関心のあり方をしめす象徴的な出来事であった。

### 象、船に乗る
幕府は享保年間、長崎で通商を行なう清国商人に象を発注した。これが将軍吉宗の要請によるものであることは注目されるが、実はそれ以前から商人の間でで噂になっていたようである。嘉永6年（1853年）に林復斎らが編纂した『通航一覧』には第38番東京（ベトナム北部、ダンゴァイ、鄭主支配地）の船主である呉子明の書簡に以下のような記載がある。
17世紀以降のベトナムでは、呉子明の故郷トンキン（ダンゴァイ）で飼育された象のほとんどは官象、すなわち国家管理下に置かれて朝廷の重要な行幸・行啓、宗教的ないし外交的諸行事に用いられる象であったのに対し、広南国（ベトナム中部、ダンチォン、阮主支配地）では象を捕獲する習慣があり、象や象牙の献上、商いが広汎に行われていた。ところが、呉子明が幕府に薦めた象はダンゴァイでもダンチォンでもなく、「暹羅地方」すなわち現在のタイ王国（シャム）であった。このことは、呉子明にとって、ダンチォンからではなく外国であるシャムから購入した方が好都合であったことを物語っている。
象は結局この2年後に享保13年第15番唐船の船主である鄭大威によって運ばれた。近藤重蔵が寛政年間に執筆した『安南紀略藁』に、以下のような記載がある。
鄭大威の運んだ象の値段の詳細は不明であるが、『通航一覧』収載の呉子明の手紙にはシャムから日本までの費用が造船費用1万両あまり、雑費2万両あまりと見積もられており、象1頭につき1万5百両ほどである。ベトナム国内での売買の相場が1頭につき20両程度と考えられるので利益は莫大であった。また、オスとメス1頭ずつ2頭としたのは、日本国内で繁殖させる計画があったことをうかがわせる。
近藤重蔵『安南紀略藁』所収『安南国漂流記』によれば、象を運んだ船は長さ38.8m、幅6.06m、深さ4.24mのジャンク（「南京造り之船」）で象には7.88m×3.3mのスペースがあたえられた。象はそのなかで37日間生活したという。同書には人間だけが乗船したジャンクがベトナムから長崎まで要した日数が27日という記録も併記されている。象を載せた船の船体は大きく、その分時間がかかったことをうかがわせる。

### 象、日本の土を踏む
享保13年6月13日（グレゴリウス暦:1728年7月19日）、清国商人の鄭大威が広南国よりオス7歳とメス5歳の雌雄2頭の象に象使い、通訳それぞれ2名を連れて長崎港に到着した。鄭大威は当時の貿易許可証である信牌を帯有していなかったともいわれ、珍獣を持ちこんだために特別に入港が許可されたという説がある。重い巨体の象を船から下ろすため、船と波止場のあいだには突堤が築かれ、長崎じゅうの人夫が集められて慎重に陸揚げがなされた。
上陸後は、市中を遠回りして主だった町内を巡回し長崎の人々に見物させたうえで唐人屋敷に入った。象使いの1人は49歳の男性譚数（たんすう）、もう1人は31歳の女性漂綿（ひょうめん）でともに安南人（ベトナム人）であった。通訳はともに清国人で、福建省出身で58歳の李陽明と広東省出身で38歳の陳阿印であった。象の調教のことばも、当時の人びとにとっては珍しいものであったようで、「居を、りやうちんりやうちん、喰を、まふそみまふそみ …」（『通航一覧』、原出典は『世説談海』）、「草をくふ事 ロマン、竹の葉をくふ事 アンチユ …」（近藤重蔵『安南紀略藁』）などの「象語」も記録にのこっている。清国人から提出された象に関する説明書は詳細をきわめたものであり、長崎の大通事によって翻訳のうえ幕府に報告された。2頭のうちメスの象は、この年の9月11日に長崎で死亡してしまうが、オスの方は長崎で越冬した。メス象の死亡原因は不明であり、日本の気候や食べ物に適応できなかったためと考えられるが、甘い菓子の食べすぎで舌に腫物ができたためという記録（『象志』）もある。

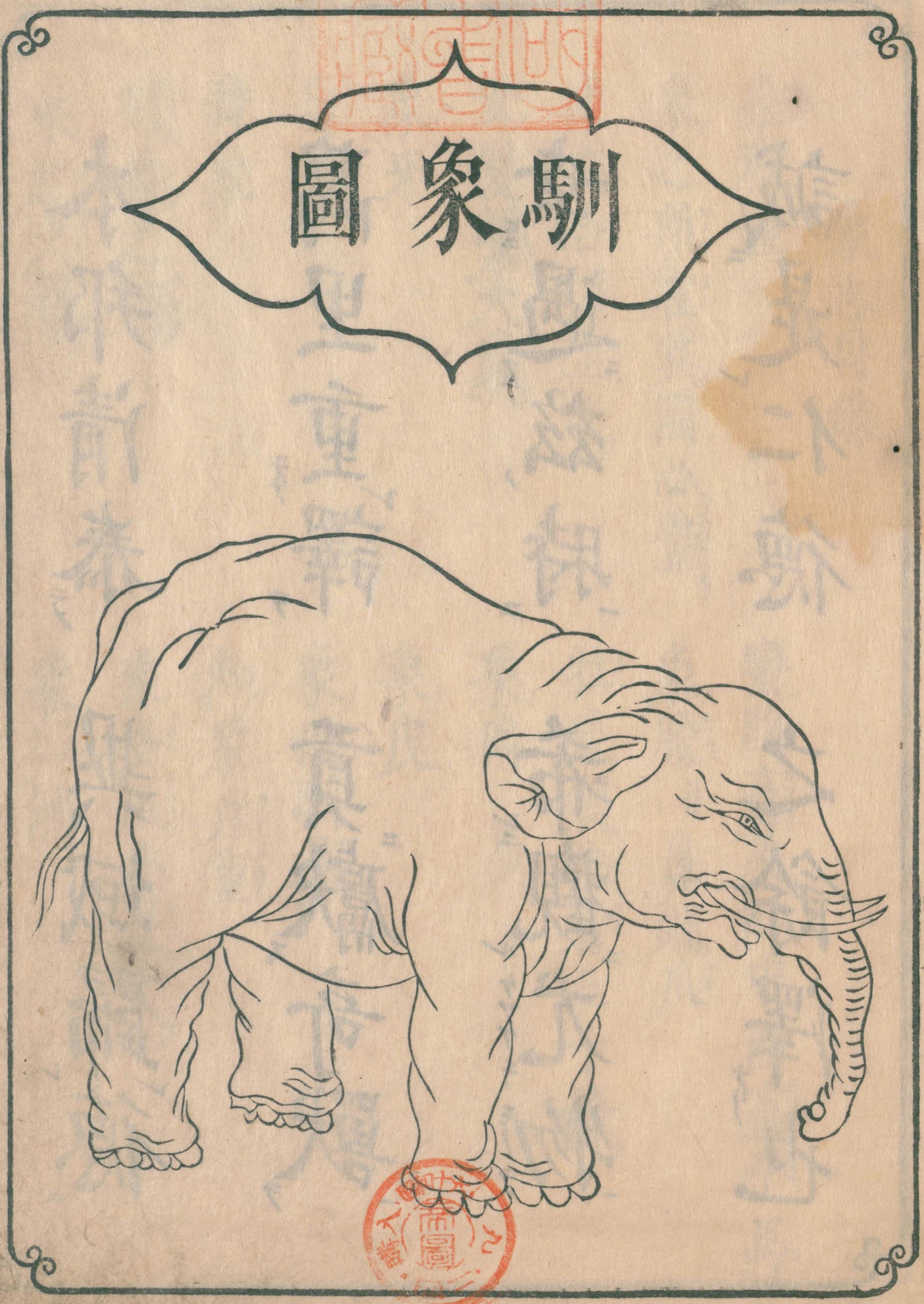
『象志』掲載の「馴象図」

象は長崎で越冬し、翌享保14年3月13日（西暦1729年4月10日）、長崎を進発して江戸に向かった。輸送手段がなかったため、370里（約1,480キロメートル）の陸路を象は自らの脚で移動した。江戸までの移動には計74日間を要した。象の歩行速度は、1日あたり3里（約12キロメートル）から5里（約20キロメートル）ほどであった。
長崎を出発する前（享保14年2月）、幕府勘定奉行稲生正武によって街道沿いの村々に出された触書では、象が通行する際、見物人は決して大きな物音を立てないこと、寺院の鐘を鳴らさないこと、牛馬の往来を避けること、飼料や河川を渡るための船を準備すること、道路を普請して小石を除去すること、宿泊所では大きめの厩舎を準備をすることなど、細部まで念の入った指示が記されていた。寝所では、1日に大量の飲料水、藁100斤、ササの葉150斤、草100斤、饅頭50個という膨大な量の飼料が用意されたという。
3月13日に長崎を出発した象は、長崎街道を東に向かい、肥前国日見から、矢上、永昌、諫早を経て3月17日には大村に宿泊した。松原、彼杵、嬉野、武雄、北方、小田、牛津、佐賀、境原、神埼、中原、轟木の各地を経由して筑前国に入り、田代、原田、山家、内野、飯塚を経て豊前国木屋瀬、黒崎を経て、3月24日に小倉城下に入った。小倉藩では、藩主の小笠原忠基が象を見物した。象は翌日、関門海峡を渡ったが、小倉港からの渡海は断念されて大里海岸から船に乗って海峡を渡った。

### 象、天皇に拝謁

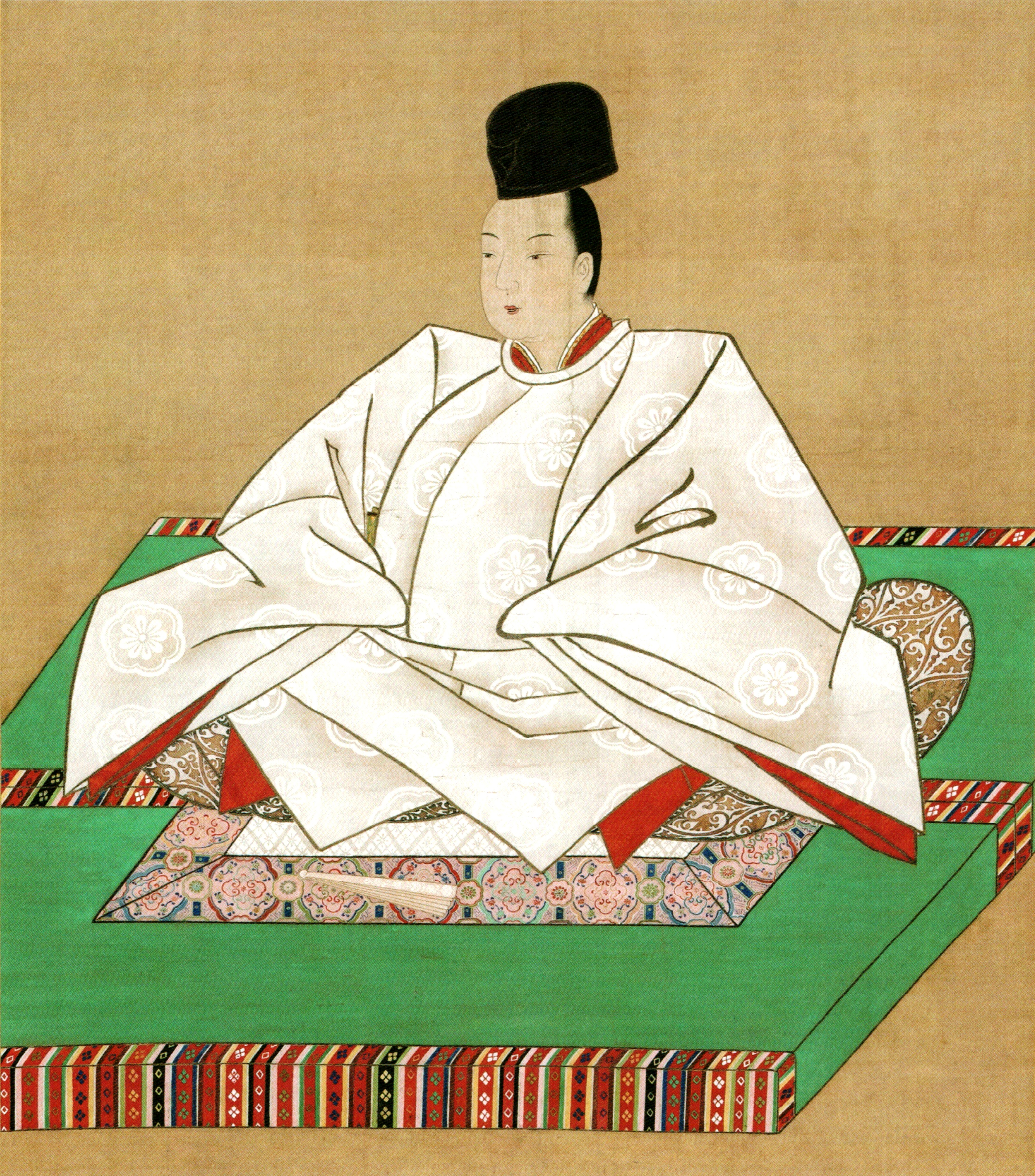
中御門天皇

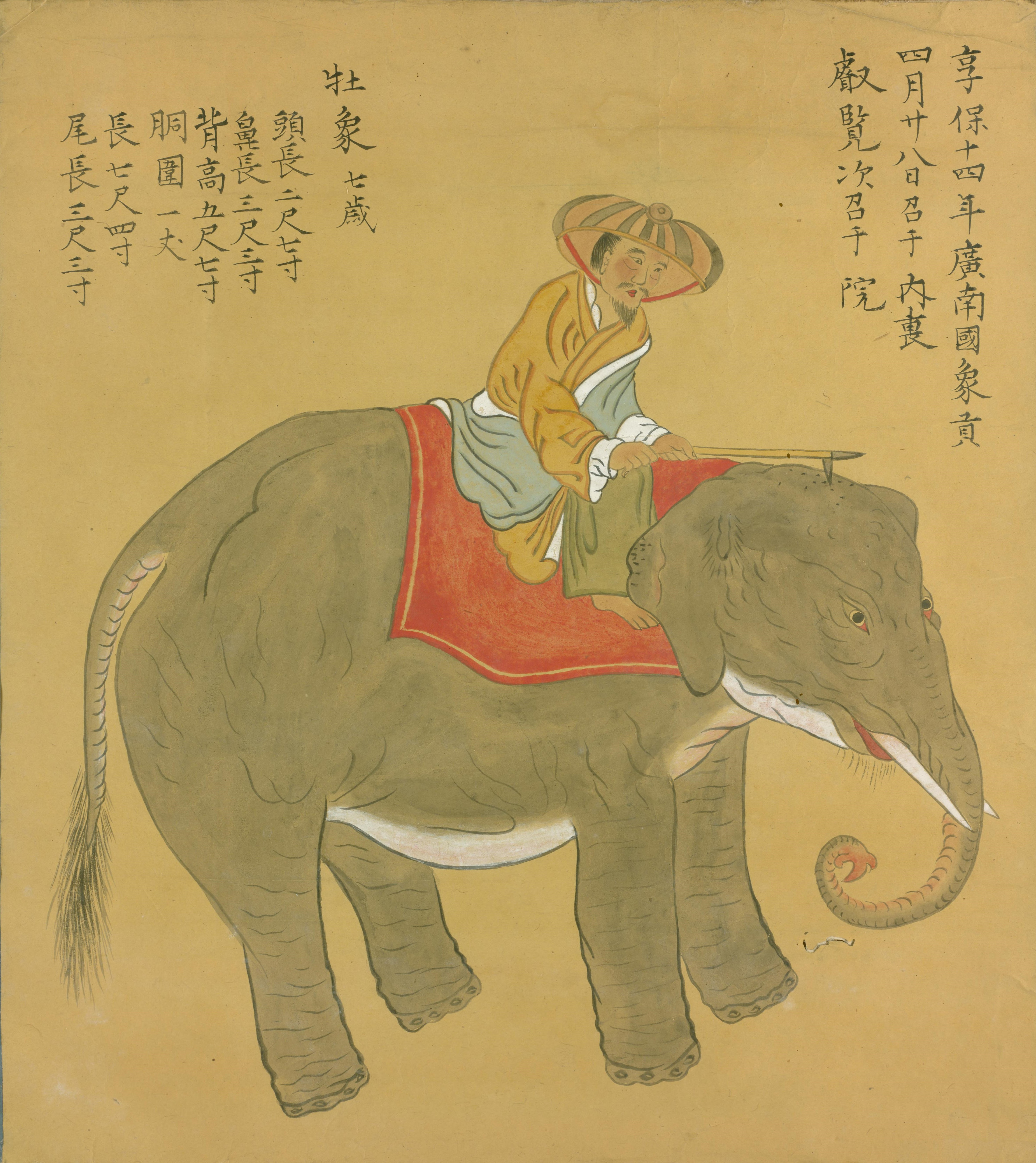
河鰭実利写・烏丸家所蔵『象之図』
----1729年に京都へ到着した際の様子を描いたもの。

3月1日、幕府長崎奉行の三宅康敬から、萩藩、長府藩、徳山藩、広島藩、福山藩、庭瀬藩、岡山藩、竜野藩、姫路藩、明石藩、尼崎藩の中国筋の諸藩の各家老に対し、象はこれから各領内を通行することになるが、特別の警備は無用であるとはいえ、人々が群集して差し障りのあることを了解してほしいこと、また象の歩みは遅いため、宿駅以外にも民家に止宿する場合があること、大概の川は渡るので浅瀬を案内してほしいことなどを記した廻状が出された。この廻状は、先に通行した藩の国家老から受け取り、多くは添え状も付して次の藩へと順達された。3月25日に本州の土を踏んだ象は、4月1日、周防国小郡宿で足を痛めて歩行困難をきたしたので、徳山藩ではすぐさま泊地変更に備えて象小屋を急遽設営している。徳山藩では藩主毛利広豊とその家族、広島藩では藩主浅野吉長、岡山藩では藩主池田継政の生母栄光院などが、象を見物している。備中国岡田藩では、4月12日に藩主伊東長丘が自ら菩提寺の源福寺に赴き、藪のなかから見物している。4月18日、明石を通った象は尼崎領を通行、同日兵庫湊に止宿し、19日には尼崎近傍の別所村に宿泊した。
象は、享保14年4月20日に大坂に入って3日間逗留し、枚方と伏見にそれぞれ1泊して、4月26日には伏見から京都に入った。大坂の年代記『至享文記』には、上方ではどこでも夥しい見物人で、大坂・京の町々は象が通行する通りは2時間も前から通行禁止にしたため、人びとは野中の見物なら構わないと考えて大勢で郊外に繰り出したことが記されている。象の京都での宿泊場所は京都御所に近い浄土宗寺院の清浄華院（京都市上京区）であった。清浄華院には京都所司代の子息たちが象見物に訪れている。京都では、象が睡眠するとき、前足同士を組み合わせ、後足同士を組み合わせた姿で寝ることなどが記録されている。京都では他の地域と比較しても、ことのほか多数の触が出され、しかも詳細をきわめた。象の通る橋には、新しく造られた三条大橋以外の橋に土砂がかけられた。
文政12年（1829年）に発行された『江戸名所図会』巻之四 明王山宝仙寺の項目によれば、象の入京に先だち、象といえども無位無官の者が参内するのは先例のないことが問題となったため、朝廷は象を「従四位」に叙し、「広南従四位白象」と称されたとされる。この位階については後世に反論を出す者がいる。前提として、牛車宣旨を受けた貴族のための牛車を引く牛や、称光天皇が愛玩した羊など、これまでも御所に動物が入った例は数多くあるが、多くの場合位階を受けたという記録はないことが挙げられる。一方で、平安時代に書かれた『枕草子』には一条天皇が愛猫に「命婦のおとど」という名を与え、「かうぶり給いて」と言及されている。かうぶりは叙爵（無位あるいは正六位の者が従五位以上に叙せられること）を指す。位階について触れている『江戸名所図会』は、象の来日より100年経ったのちの記述であり、18世紀の来日当時の象への叙位に言及した史料が発見されていないため、位階・称号の件について否定的な見解の学説がある。
ともあれ象は京に入り、化粧を施されたうえ、享保14年4月28日（西暦1729年5月25日）に宮中に参内して中御門天皇に拝謁した。天覧に先立って清涼殿台盤所に「象舞台」がつくられ、3双の屏風が立てられた。28日の午前10時ごろ御所に入った象は、宮中において中御門天皇御覧の際に台盤所の前で前足を折って頭を下げる仕草をした。このようすは福岡藩お抱えの絵師尾形探香『象之絵巻物』にも描かれているが、後代の作である。象舞台における象見学の参加者は、中御門天皇、東宮、関白近衛家久、前関白九条輔実、左大臣二条吉忠、右大臣一条兼香、内大臣鷹司房熙、前内大臣広幡豊忠、前内大臣西園寺致季、大納言花山院恒雅、前大納言阿野公緒、前中納言櫛笥隆成、京都所司代牧野英成、武家伝奏中山兼親・園基香などであった。御覧の場にいた公卿たちも象の姿に感嘆の声を漏らし、生まれて初めて象を見た当時27歳の天皇は深く感じ入り、このときの心情を和歌に詠んだ。天皇は、象が食べものを食べるところも見物した。
午前11時ごろには、象は仙洞御所に入り、天皇の祖父にあたる霊元法皇に拝謁した。象は霊元法皇の前では頭を深く下げ、これは多くの居合わせた人々に感銘を与えた。仙洞御所の見物に参加したのは、一条院宮、知恩院宮、妙法院宮らの門跡、前内大臣中院通躬、同じく醍醐冬熙、また三条院公福、烏丸光栄らといった公卿に加え、多くの武家や医師なども見物し、所司代と武家伝奏も御所に引き続き同行した。
天皇、法皇、烏丸光栄のみならず、武者小路実陰、冷泉為久、中院通躬、三条西公福、久世通夏など、皇族や公卿らもそれぞれ歌を詠んだ。なお、京都在住の儒学者伊藤東涯は伏見より入京した象をその日のうちに建仁寺町・山崎町で見物し、記録を残している。また、画家の伊藤若冲は、生涯にわたって象を描いた絵画を多数残しており、かれは享保14年に京都で象を実見したのではないかと推測されている。
京都・大坂・江戸の三都では、象に関する出版物が多数刊行された。『象のみつき』（中村三近子）と『象志』（本圀寺塔頭智善院）、『霊象貢珍記』（白梅園）、『詠象詩』（中村三近子）は享保14年5月、『馴象編』（林大学頭榴岡）と『馴象俗談』（井上蘭台）は6月、『三獣演談』（神田白竜子）は7月にそれぞれ刊行されている。

### 象、江戸へ

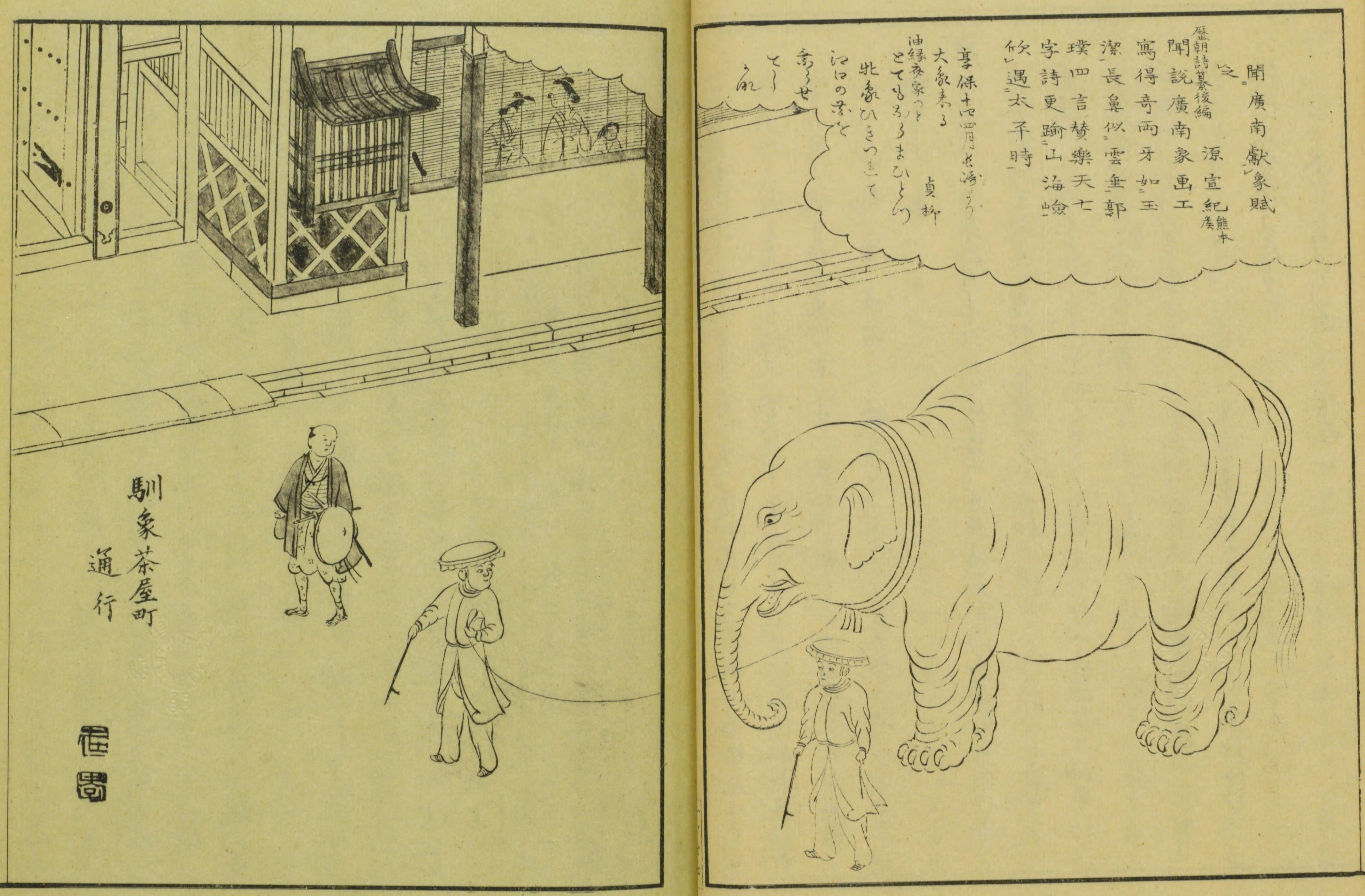
名古屋の茶屋町を通る象の一行（『尾張名所図会附録 巻1』より）

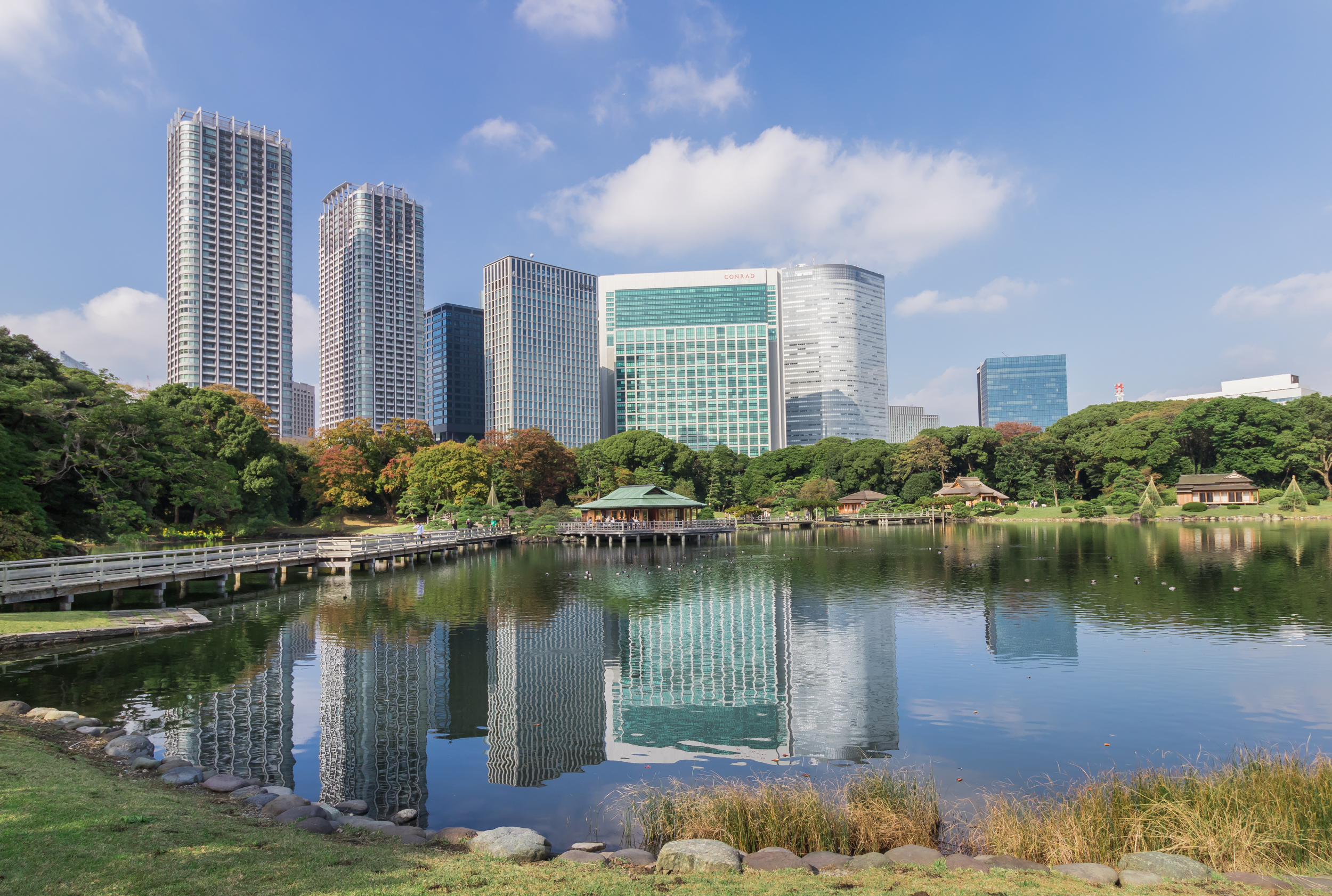
象が飼育された浜御殿跡地、現在の浜離宮恩賜庭園

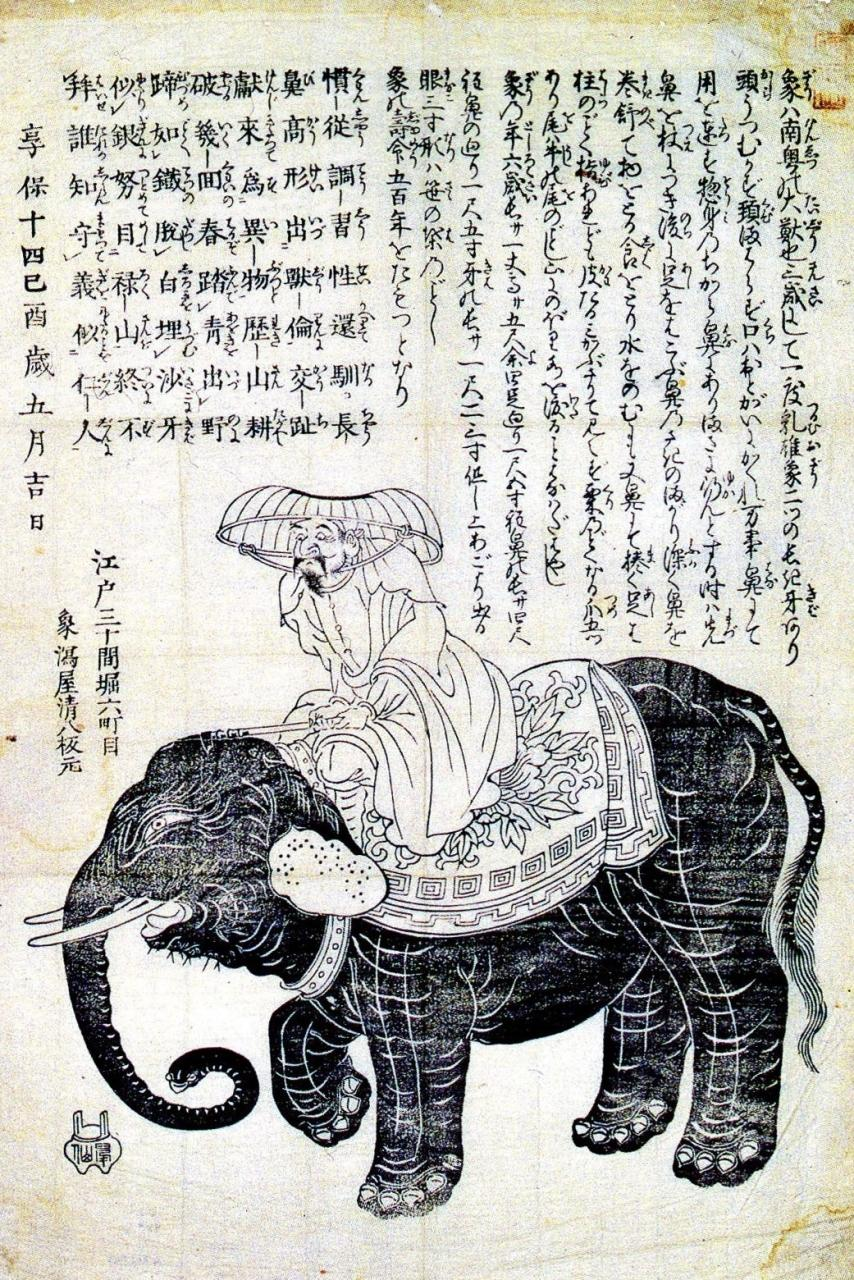
瓦版に描かれた「広南従四位白象」（享保14年5月吉日）
----
関西大学図書館蔵

象見学を終えた御所では浄めのために掃除がなされた。こののち、象は4月29日に清浄華院を出発し、近江国草津宿までは東海道を、草津からは中山道に、さらに垂井宿からは美濃路に入り、名古屋（尾張藩城下町）へ向かった。渡海を避けるため内陸のルートが選ばれたと考えられる。濃尾国境の墨俣では船橋をつくって象を渡河をさせることも検討されたが、船橋を急造することは不可能であり、また、河原のなかに象小屋を建てることも断念され、結局は船で渡ることとしたが、象が乗船に後ずさりして20名ほどの人間が引っ張られて難儀をしたことが記録に残っている。象は、清州には5月4日、名古屋には5月5日に到着し、尾張藩主徳川継友が城下まで赴いて見物し、ほとんど全ての家臣も象見物をしたと記録されている。
名古屋からは吉田藩領を経て三河国岡崎からは再び東海道を東に進み、駿河国では大井川を徒歩で渡った。大井川では川の激しい流れを弱めるため、人足たちが肩を組み、象の渡る上流に幾重にも並んだ。富士川の渡河には、川に船を横一列に並べて繋ぎ、その上に板を渡して臨時の橋をつくる、いわゆる「船橋」の設営が採用された。係留杭10本、船に敷く松材の板75枚が準備され、柱打ち込みのための穴掘りや麻網の打ち立て、川中への竿入れなど、合計1,900人の人足が動員された。
5月17日、箱根の峠を越えるとき、象は茨ヶ平で立ち止まってしまい、4人が押しても動かず、口から泡を出して苦しそうな気配を示した。気付け薬を飲ませて途中で何度も休ませながら、だましだまし峠を越え、上りよりも苦手な急な下り坂を歩いて箱根宿に着いたが、倒れこんでしまった。象は5月20日まで計4泊を病気療養のため箱根で過ごした。その間、箱根では野犬狩りが行なわれた。また、なかなか放屁しない象の腹を、象使いたちは丸太を用いて懸命にマッサージして放屁を促している。5月25日の六郷川（現在の多摩川下流）の渡河は、貞享5年（1688年）の大洪水で橋が流失して以降、橋が建設されなかったので、船橋での渡河となった。船橋をつくったのは、長い旅程のうち富士川と六郷川だけであった。船橋は象の通行後は解体撤去された。六郷川では7日間でのべ805人の人足を要したと記録されている。
象は、道中各地でブームを巻き起こし、象にまつわる様々な書籍や瓦版、版画、双六などが現れ、江戸に着いてからも、象をモチーフとする置物や刀剣、刀の鍔、印籠などの商品がつくられて人気を呼んだ。
江戸への到着は享保14年5月25日のことであった。それに先立って江戸でも触が出され、くれぐれも不作法のないよう、また象に菓子などを投げ与えることは固く禁ずることが申しわたされた。象は、到着にあたって江戸市民の熱狂的な歓迎を受け、市中往来を練り歩いたのち江戸城外の浜御殿に収容された。浜御殿は元々、徳川将軍家の鷹狩の場であったが、そこに甲府宰相松平綱重の別邸が建てられ、甲府藩主の徳川綱豊が第6代将軍徳川家宣として江戸城に入ったのち、これを改めて御殿としたものである。
享保14年5月27日（西暦1729年6月23日）、将軍吉宗は象を江戸城に召し、大広間の前庭で嫡男家重（のちの第9代将軍徳川家重）らとともに桜田門から入城した象と対面した。吉宗と象との対面のようすは『徳川実紀』中の『有徳院殿御実紀』に記載されている。享保十四年五月廿五日条に「大広間にいでたまひ、象を御覧あり。布衣以上の諸有司みなみることをゆるされたり。…（中略）…去年六月鄭大成といへる唐商が、広南より象の牡牝…江戸にひきまいらす」との記録がある。「布衣以上」、すなわち位階にして六位相当以上の有司が見物を差し許されたことになる。このときの見物は、老中以下の幕閣だけではなく大奥の女性たちに対しても許された。なお、吉宗はこののち、象にイノシシやイヌを立ち向かわせて、どちらが強いか喧嘩させたるなどしている。
ベトナム人の象使いが長崎から江戸までの旅に同行し、江戸にはおよそ1か月間滞在して、そのあいだ日本人（「長崎者」）が象使いから通訳を通じて飼育指導を受けたと記録されている。その後、「広南従四位白象」は浜御殿で飼育された。浜御殿が選ばれたのは、吉宗がこの御殿を従来のような遊興の場所ではなく、製糖・製塩、鍛冶、火術・大砲術、水質改善など実学実験場として活用することに決めた、その延長上にあった。将軍は何度か象のもとを訪れ、象使いが象に乗るようすを観察したり、自ら象にエサを与えたりしたという伝承が残っている。
6月16日には駒込の水戸藩江戸藩邸中屋敷で養仙院が、同日上野の寛永寺で門跡が象を見物し、6月26日には小石川の水戸藩江戸藩邸上屋敷で象見物が行なわれた。水戸藩は詳細な象情報を残しており、それによれば「毛はねずみ色で見栄えは余りよろしくない」「鼻が長く自由が効く」「ことのほか人になつく動物であり、何事もよく理解する」「江戸城にても中国語で人を乗せると申したら、言葉を理解して下に居る人を乗せた」などといった記録がある。
しかし、飼育費が年間200両もかかるなどの経済的な負担もあって、享保15年6月30日（西暦1730年8月13日）には早くも象払下げの触が出された。

### 象の払い下げ

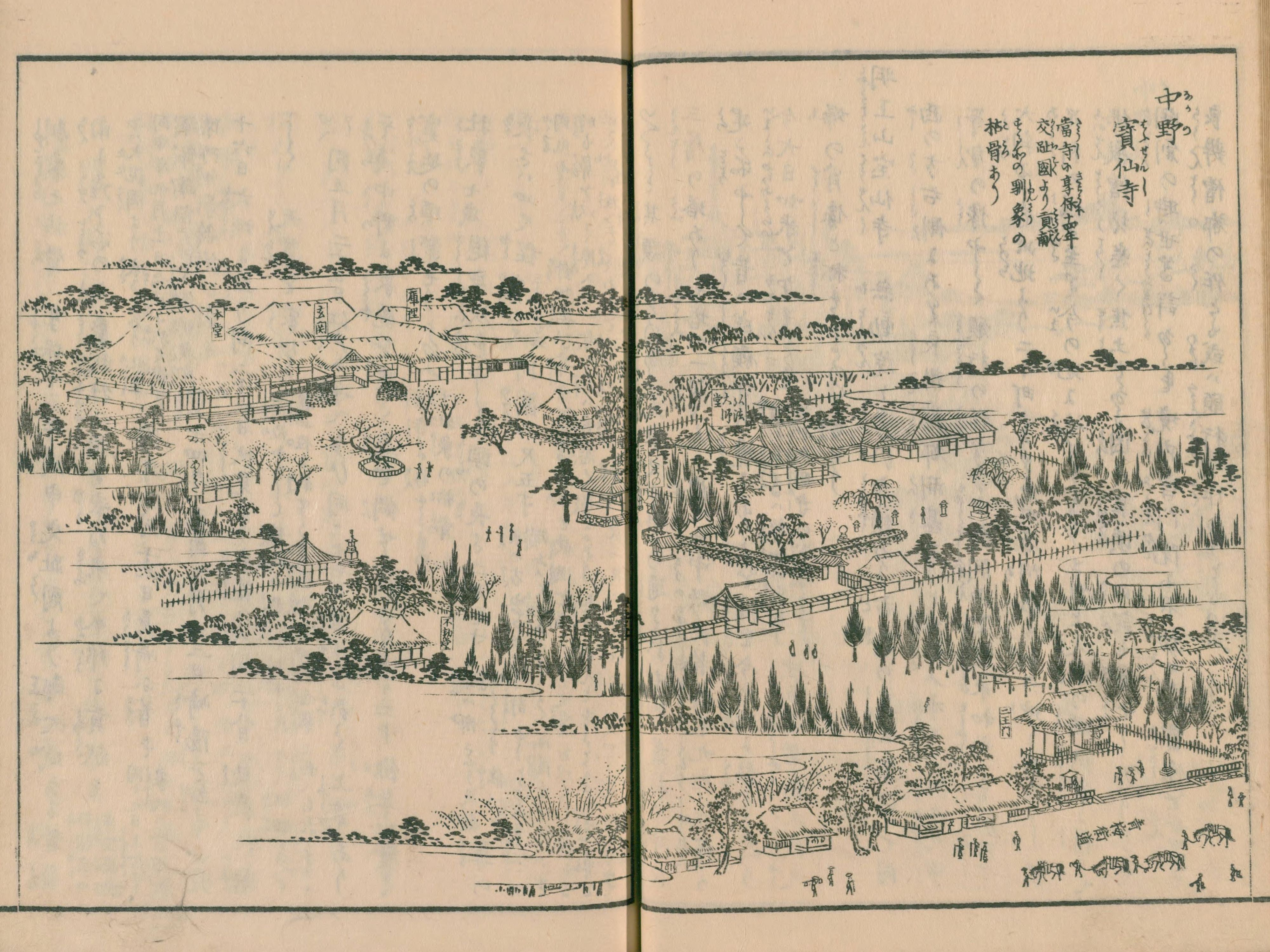
中野村宝仙寺（『江戸名所図会』より）

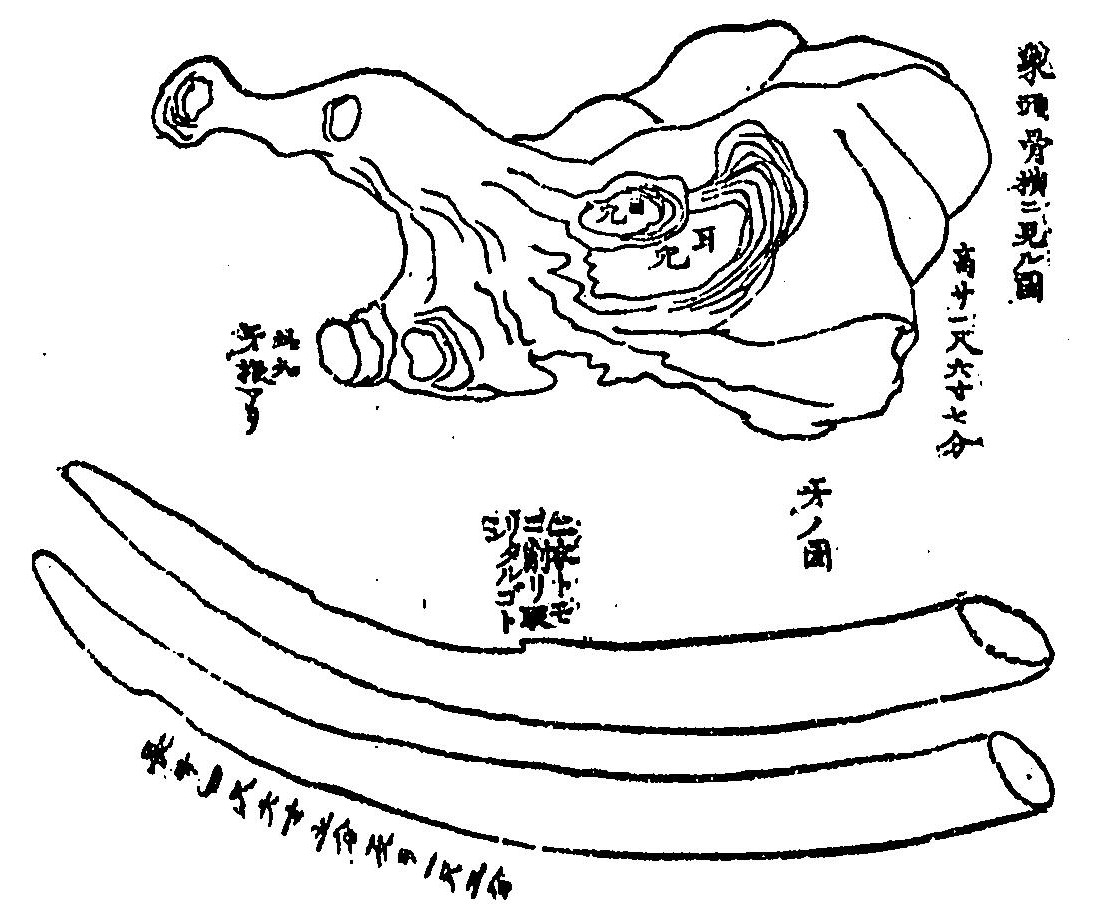
宝仙寺に納められた象の頭骨と牙（『新編武蔵風土記稿』より）

触は出されたものの10年以上も払い下げ先が定まらず、一方、象の健康状態は不安定で性格もすさみ、寛保元年（1741年）には象が気を荒くして象使いを叩き殺すという深刻な事件が起こった。この事件を機に、象は中野村（現在の東京都中野区）の百姓源助と柏木村の弥兵衛に払い下げられた。結局、浜御殿で飼育されたのは約12年におよんだことになる。その間、享保16年（1731年）の8月5日には、本郷の加賀藩江戸藩邸上屋敷に象を連れてきて、藩主前田吉徳が見物している。諸侯が望めば引き寄せて見物ができ、御徒以上は浜御殿においても象見物をすることが認められていた。象は、餡のない饅頭をことのほか好んだ。
象を引き取ることとなった源助は中野の成願寺のそばに象厩（きさや、象小屋）を建てて（寛保元年2月完成）、4月27日に引き渡された。幕府は、象小屋建設の費用397両を負担した。また、象使い5名を源助・弥兵衛のもとに差し向けて飼育法を学ばせ、さらに、飼育料として1月に金125両および部屋代として水油と薪を3年間支給することとした。象の払下げは経費削減という理由はもとより、「火の元の用心」が払下げ理由として掲げられていることから、火事の多かった江戸の災害時を想定しての治安上の理由も考えられる。実際、中野村では寛保2年7月1日に、払下げられた象が繋綱を引きちぎって小屋を押し破る騒動があり、このときには町奉行から与力2名、同心5名が派遣されている。
当初、人びとは象見物に殺到し、象に関する商品を争って購入したが、そのうち見物人は減っていった。エサも貧弱なものになっていった。源助らは見物料を徴収するなどして飼育を続けたが、象は突然病気となり、手厚い看護がなされた。武蔵国上落合村の馬医幸山五左衛門から診察と投薬もなされた。しかし、それもかなわず寛保2年12月13日（西暦1743年1月8日）に中野村で病死した。およそ21歳であったと考えられる。
象の遺骸は解体されて骨と皮に分けられ、皮は幕府へ献上され、骨や牙は源助へ与えられた。肉は塩漬けにして60樽分となったが、やがて腐敗してしまった。象の骨や牙はなお見世物として、25年もの間源助に収入をもたらしたという。骨と牙はその後、中野の真言宗豊山派寺院の宝仙寺に納められ、『江戸名所図会』などでも「馴象之枯骨」の名で取り上げられたが、太平洋戦争の戦災に遭い、一部が失われた。象皮については、宝仙寺で保管されていたという説もあるが、大和国奈良の由緒ある製墨業の古梅園が寛保3年（1743年）に幕府より象皮・象鼻を与えられたという記録があり、吉宗の命により、その皮から「香象墨」を製造し、鼻は古梅園で現在も保管されていると言い伝えられている。
上記の戦災（米軍による1945年5月25日の空襲）で宝仙寺自体も全焼し、跡地で見つかった炭化した牙は、この上さらに見世物にするのはしのびないとして原則非公開の寺宝とされた。そのさらに縦横3センチメートルほどの欠片は、この象を描いた『ゾウの大旅行』著者である小林清之介を経て1954年に横山隆一に譲られ、横山隆一記念まんが館（高知市）に所蔵されている。
現在、象厩の跡は中野区立朝日が丘公園（中野区本町二丁目32番地）になっており、現地には中野区教育委員会の説明板が設置されている。なお、当時象をデザインした商品のうち宝仙寺所蔵のものは、現在、中野区立歴史民俗資料館に保管されている。

## 象個体の特徴
近藤重蔵『安南紀略藁』には、
とある。オスの象は8年前に生まれたとあるので、日本に到着したときは7歳であったと考えられ、それによれば生年は享保6年（1721年）ということになる（しかし、「寅年」との記述にしたがえば享保7年（1722年）生まれである）。前足の高さが「五尺六寸」すなわち約170センチメートルである（メスの象はそれよりも小さかったようである）。この記述は、史料によって異なり、『通航一覧』では「五尺五寸」、享保14年5月の『象志』では「五尺七寸」である。背中の最も高い部分の計測により、体高はおよそ6尺5寸すなわち約197センチメートルほどと考えられる。
7歳程度の象、離乳期を過ぎたあたりから調教されて3、4年経過しており、人間の言語を解することができるようになる。『安南紀略藁』には、象使いの使用するベトナム語20語（クァンナム省方言）が収載されており、そのうち19語は現代ベトナム人が理解しうるものであった。象は、広南語・中国語・日本語による二重通訳を要した段階から日本語を理解できるようになったのである。

## 飼育の実際

### 食べ物
象は、藁、ササの葉、イタブカズラ（カシの葉）、ヒメクサ、バショウ（芭蕉）、大唐米、餡なし饅頭、ダイダイ、クネンボ（九年母）などを食べた。幕府は、武蔵野一円の百姓にササの葉や藁の持ち込みを命じた。餡なし饅頭は上述のとおり、象の大好物であり、象が荒れたときの機嫌直しに食べさせることもあった。

### 象小屋
中野村では、周囲に堀をめぐらした柵内に、足には鎖をつないで飼育していた。象が小屋を押し破って町奉行の与力・同心が出動した事件では、象は堀の内側まで離れ出てしまったので、事件以後、象小屋を囲う空堀は幅・深さ3間（約5.4メートル）に拡張された。
街道を移動中の象には休憩所や止宿所としての象小屋が設けられることがあったが、京都や大津宿などでは入札によって象小屋の普請がなされた。京都の休憩所では2間（約3.6メートル）四方の日覆いが設けられ、休憩所前には長さ14間（約25メートル）の竹垣と簀戸門（竹で作ったすのこを打ち付けて外部を透かしてみることのできる門）を備えていた。
浜御殿の象小屋は馬場の近くにつくられた。

### 浜御殿での生活
浜御殿での最高責任者は、奉行の石丸定右衛門であった。象御用掛は総勢7名で、本多弥八郎、宮田平四郎、川勝右衛門、小川伊右衛門、岡杢平、三浦弥五左衛門、木村市右衛門が幕府老中より任命された。象のエサの調達責任者は、かつて代官職を務めていたが下役の不祥事で罷免された伊奈半左衛門という人物で、バショウなど東国では入手しにくいものも象の好物とあれば骨を折って懸命に調達したという。飼育掛には、馬の扱いの上手なものが選ばれた。
浜御殿では、午前6時ごろに象は運動場に出され、その間、小屋の掃除や敷いた藁が交換される一方、象は身体が洗われ、朝の給餌、運動が行なわれた。午前11時には昼の給餌が行なわれ、午後は象の乗降や扱い方の実習、号令や合図などの習得を行ない、午後4時ごろに夕方の餌を与えていた。泊まり番が2人いて、象小屋の隅の部屋に起居した。

## 反響

### 象ブーム
上述したように、象は各地でブームを巻き起こし、象にまつわる書籍や瓦版、版画、錦絵、双六などが販売され、象を題材とする置物（土人形）や根付、印籠、刀剣・刀の鍔などの商品がつくられた。また、象をデザインした羽織や帯も売り出されたといわれている。
上述した『象のみつき』の著者、中村平吾（中村三近子）は京都の人で、この本は三都の書肆で合同出版された。本圀寺塔頭智善院『象志』も三都の書肆から出版され、象の身体を部位ごとに漢籍から引用して解説がなされている。『霊象貢珍記』の著者は白梅園で、この本は京都の安田万助から出版された。白梅園には、このほか『献象来暦』という著作がある。伊藤東涯の高弟であった奥田三角が編集した漢詩集『詠象詩』には、今出川公詮らが詠んだ漢詩が収載されている。『馴象編』は大学頭の林信充によって編集され、松会堂という江戸の書肆から出版された。松会堂から出版されたものとしては他に、儒者井上蘭台（林家塾頭）が漢籍から象にかかわる記事を収集した『馴象俗談』、軍談講釈師の神田白龍子による『三獣演談』がある。なお、享保15年刊の『当世影絵姿鏡』には象の影絵のつくり方が紹介されている。
江戸の書物問屋の記録からは、以上のような書籍のほかに『広南霊象図』という1枚刷りの図も販売されていたことが確認されている。象の背に乗った普賢菩薩をモチーフとした絵も売り出された。なお、歌舞伎十八番のなかの演目『象引』との関係を指摘する声もあるが、詳細は不明である。
なお、ベトナムの研究者ファン・ハイ・リンは、こうした象にちなむキャラクター商品の開発や製造・販売は、現代日本のキャラクター文化は近代以前から根付いていたことを示す事象であると指摘している。

### 丸薬「象洞」
当時、神社の絵馬に象が霊獣として描かれて奉納されることがあり、象を実見すると疾病が平癒するとも信じられていた。また、麻疹（はしか）や疱瘡（天然痘）には白牛の糞が効くともいわれていた。源助は川崎平右衛門とともに、白牛の糞に効能があるのであれば、霊獣である象の糞はいっそう効能を有するであろうと、象の糞を丸めただけのものに「象洞」という名をつけて丸薬として売り出した。この薬は飛ぶように売れ、1年後には駿府、京都、大坂にも「象洞」の店ができたほどであったという。

### おまじない
江戸在勤の水戸藩士であった西野景隆は水戸の留守宅の子どものために、象のエサとして用意された饅頭と象の身体をぬぐった布切れに手紙を添えて送っている。象に供された饅頭は疱瘡除けのまじないであり、少しずつ水にふくんで飲むよう、象をぬぐった布切れは災厄除けで子どものお守り袋に入れるよう、いずれも小さく切って家族や近所に配るように書き添えている。

### 山王祭の象の造り物
天保9年（1838年）刊行の『東都歳時記』には、毎年6月15日に開催される日枝神社の山王祭について、麹町より出される象の造り物（張り子の山車）が、出しものとして著名だったことが記されており、これは、享保年間に江戸で十数年を暮らした象が人々に与えた強い印象の残像としてとらえることが可能である。東京国立博物館所蔵の『山王祭礼図屏風』には、祭に参加する人々が巨象の造りものを曳く姿が描かれている。

## 史料

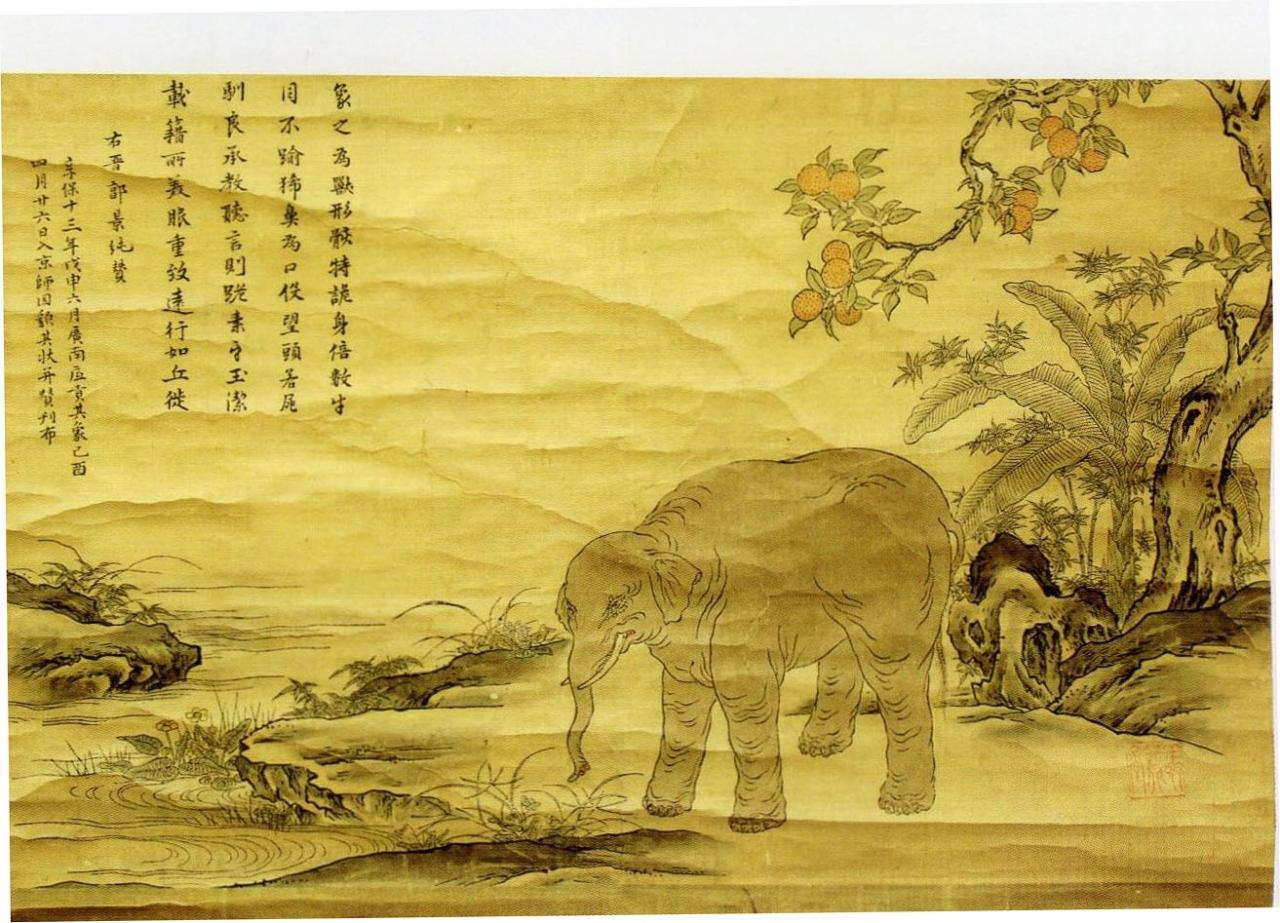
広南従四位白象
----
作者不明。享保13年6月に「貢」として広南よりもたらされた象が享保14年4月26日に入京したとの添え書きがある。柑橘や芭蕉など南方の植物とともに描かれている。

この象の渡来に関しては『通航一覧』巻第一七五「安南国部五」、巻第一七六「安南国部六」に詳しい。これは大学頭であった朱子学者林復斎（林韑）が幕命によって編修した対外交渉史料集であり、嘉永年間（1848年 - 1854年）の成立である。また、北方探検家として有名な幕臣の近藤重蔵（正斎）が寛政7年（1795年）から2年間、長崎奉行勤務の折に執筆した記録として『安南紀略藁』がある。
複数の同時代資料にあたって検証した研究書としては、和田実『享保十四年、象、江戸へ行く』（2015年）がある。
図像資料としては『象之絵巻物』がある。この絵巻物は、筑前国の画家尾形探香が幕末期に描いた絵画であり、現在、関西大学図書館に所蔵されている。大きさは、幅27.7センチメートル、長さ530.6センチメートルである。内容からは当時の様子を忠実に再現したものではないといわれているが、天皇上覧図が掲載されていることから、享保に来日した象の旅を題材にしたものと考えられている。同時代のものとしては、瓦版などのほかに水彩画なども描かれた。

## 関連作品

### 小説
- 杉本苑子『ああ三百七十里』東京文芸社、1992年5月。ISBN 4-8088-3161-9。
- 堀和久『享保貢象始末』文藝春秋〈文春文庫〉、1995年9月。ISBN 4-16-749504-X。
- 薄井ゆうじ『享保のロンリー・エレファント』岩波書店、2008年5月。ISBN 978-4-00-022565-6。
- 高田在子『将軍の象』青松書院、2014年5月。ISBN 978-4906750344。
- 熊谷敬太郎『吼えよ 江戸象』NHK出版、2016年2月。ISBN 978-4-14-005674-5。
- 西村仁『長崎から江戸まで歩いたゾウさん』ニコモ、2022年3月。ISBN 978-4-910745-58-9。 - 絵本

杉本苑子の小説『ああ三百七十里』では、象はベトナムではなくインド産という設定となっており、「カニシカ」の名がつけられている。この小説では、象の目から眺めた江戸の世相が語られ、また、江戸城本丸で「カニシカ」が自らの長い鼻で折ったクチナシの花を将軍吉宗と旅の護送役に贈る場面が設けられている。
薄井ゆうじ『享保のロンリ―・エレファント』は、陸路江戸をめざして歩き続ける象を中心に、医師や絵師、象の糞を売る百姓や象を斬ろうとする京の町娘など市井の人々の暮らしや人間模様を描いた小説であり、こちらは将軍が象にまたがるシーンが描かれる。

### 評伝
- 石坂昌三『象の旅 長崎から江戸へ』新曜社、1992年5月。ISBN 4-10-385601-7。
- 和田実『享保十四年、象、江戸へ行く』岩田書店、2015年2月。ISBN 978-4-87294-900-1。

### テレビ番組
- 「将軍吉宗のわがまま　江戸1300キロ象の旅」NHK『歴史秘話ヒストリア』]2018年（平成30年）11月14日放送

### 漫画
- 石ノ森章太郎 著「間章 吉宗の好奇心」、児玉幸多監修、高埜利彦原案執筆 編『マンガ日本の歴史34 米将軍吉宗と江戸の町人』中央公論社、1992年8月。ISBN 4-12-402834-2。